# طومي بوغز
طومي بوغز (بالإنجليزية: Tommy Boggs)‏ هو لاعب كرة قاعدة أمريكي، ولد في 25 أكتوبر 1955 في بكبسي في الولايات المتحدة.

## وصلات خارجية
- طومي بوغز على موقع دوري كرة القاعدة الرئيسي (الإنجليزية)
- طومي بوغز على موقعبيزبول رفرنس.كوم (الدوري الرئيسي) (الإنجليزية)
- طومي بوغز على موقعبيزبول رفرنس.كوم (الدوري الثانوي) (الإنجليزية)